# Rita Strohl
Rita Strohl   (An Oriant, 8 de juliol de 1865 - La Gauda, 27 de març de 1941), nascuda Aimée Marie Marguerite Mercédès Larousse La Villette, va ser una pianista i compositora francesa.

## Biografia
Rita Strohl era la filla de Jules La Rousse La Villette i de la pintora Élodie La Villette (1842-1917), nascuda Jacquier. Era també la neboda, per part de mare, de la pintora Caroline Espinet (1844-1910).
Rita Strohl era una estudiant de música amb molt talent i va ser admesa al Conservatori de París a l'edat de 13 anys, on va cursar estudis de piano i solfeig. Va estudiar composició i cant en privat.
El 18 de juny de 1888, es va casar amb un oficial de la marina, Émile Strohl (1863-1900) i va agafar el seu nom. El matrimoni va tenir quatre fills. L'any 1908, uns anys després de la mort del seu primer marit, es va casar de nou amb el píntor i mestre vidrier René Billa (1884-1944), qui va agafar el nom germanitzat de Richard Burgsthal. Al costat de Burgsthal, un home gairebé vint anys més jove i també amb una sòlida formació musical, Rita Strohl va conduir els seus interesos artístics vers univers wagnerià i l'orientalisme i durant molts anys van treballar conjuntament en diversos projectes artístics. Un dels més notables és el Teatre de La Grange a Bièvres (Essonne)), que tots dos van crear el 1912 amb el suport financer del pintor i mecenes Gustave Fayet, d'Odilon Redon i d'altres subscriptors. Aquest petit teatre de vida efímera —va tancar les portes a principis de la Primera Guerra Mundial—, inspirat en el Festspielhaus Bayreuth, va ser dissenyat per acollir les seves creacions operístiques, d'inspiració wagneriana i de caràcter místic i simbolista, imaginades amb decorats del seu marit Richard Burgsthal.
L'any 1930 es va divorciar del seu segon marit i es va retirar a la Provença per viure amb la seva filla i net.
Va pertànyer a la Société des auteurs, compositeurs et éditeurs de musique.

## Activitat artística
L'any 1884 es va començar a difondre públicament la seva música, particularmemt el seu Trio amb piano, i l'any següent, a Rennes i a Chartres, la seva Messe à six voix, orchestre, et orgue. Des de ben aviat les seves composicions revelen una forta propensió a un cert misticisme simbolista, sovint d'inspiració religiosa i orientalitzant. En la mateixa direcció apunten les seves òperes d'inspiració hindú o cèltica o en obres d'un to marcadament panteista, com la Symphonie de la forêt (1901) o la Symphonie de la mer (1902).
Els títols de les seves composicions són sovint força evocadors i les seves inquietuds esotèriques es revelen sovint en les introduccions i en anotacionbs a les seves partitures.
És l'autora de diverses peces de música de la cambra i per a piano i de partitures simfòniques i vocals, entre les quals algunes òperes. Va ser recolzada per Camille Sant-Saëns, Vincent d'Indy, Gabriel Fauré o Henri Duparc. Alguns intèrprets reconeguts com Jane Bathori o Pau Casals van incorporar la seva música al seu repertori.
Autora molt prolífica, la seva obra és encara avui poc coneguda. La seva condició de dona compositora i el seu afany per fugir dels cercles mundans del París del seu temps han contribuït possiblement al seu oblit, així com un temperament fort i una personalitat artística molt marcada. La major part de la seva obra no va ser mai editada ni ha estat enregistrada i es troba encara en mans dels seus descendents. Entre les seves obres més conegudes cal comptar Les Chansons de Bilitis (1898), un cicle de dotze cançons a partir d'uns poemes fortament tenyits d'erotisme de Pierre Louÿs.
Durant els darrers anys, l'interès per la seva música s'ha renovat i obres com la seva Sonate dramatique "Titus et Berenice", per a violoncel i piano (1898), han començat a recuperar-se de l'oblit.

## Obres
- Forêt de Brocéliande (1887).
- Sonate dramatique "Titus et Bérénice", per a violoncel i piano (escrita el 1892, editada el 1898).
- Cloche de Noel (1895).
- Solitud (Somieig) (1897).
- Madeleine (1897).
- En Coelo et en Terra, sonet, text de Charles Sinoir (publicat 1897).
- Les Chansons de Bilitis, 12 cançons sobre poemes per Pierre Louÿs (estrenada per Jane Bathori el 1898).
- Theme et variations, op. 40 (1900).
- Symphonie de la forêt (1901).
- Dix poesies mises en musique (1901).
- Symphonie de la mer (1902).
- Musique sur l'eau (1903).
- Les Noces spirituelles de la Vierge Marie (1903)
- Trois Préludes Abocar orchestre (estrenada el 1904 dins els Concerts Lamoureux).
- Le Suprême Puruscha, cicle de cançons místiques en set parts (1908).
- La Femme pécheresse (1913)

## [1]Bibliografia
- Larronde, Carlos. L'Art cosmique et l'œuvre musical de Rita Strohl.  París: Denoël & Steele, 1931 (Collection de “La Tortue”).
- Andoque, Alexandre d'; Pinchon, Pierre. «Un cercle wagnerien en 1913: Burgsthal, Fayet, Strohl et Redon». A: Cécile Leblanc i Danièle Pistone. Le Wagnerisme dans touts ses états, 1913-2013.  París: Presses Sorbonne Nouvelle, 2016, p. 83-95. ISBN 978-2-87854-665-1.

1. ↑  Álvarez, Mónica Arévalo «SONATE DRAMATIQUE: TITUS ET BÉRÉNICE DE RITA STROHL. UNA OBRA ÚNICA EN EL REPERTORIO DE VIOLONCELLO DEL SIGLO XIX» (en castellà). AV NOTAS revista de investigación musical, 13, 28-12-2022, pàg. 92–116. ISSN: 2529-8577.